# Frea tanganyicae
Frea tanganyicae là một loài bọ cánh cứng trong họ Cerambycidae.